# E Sens
Kang Min-ho (hangeul: 강민호; né le 9 février 1987), mieux connu par son nom de scène E Sens, est un rappeur du Gyeongsang du Nord en Corée du Sud. Il suit actuellement une carrière solo, mais a fait partie du duo hip-hop Supreme Team,,.

## Jeunesse
E Sens est né le 9 février 1987 en Gyeongsang du Nord en Corée du Sud. Il a perdu son père à l'âge de 9 ans, et a quitté le lycée à 17 ans. C'est à ce même moment qu'il s'est intéressé au hip-hop et qu'il a choisi le nom E Sens, qui est une version courte d'"Essayistic Sense",.

## Carrière

### 2002–2007: Débuts underground
En 2002, E Sens a gagné un concours du rap à Daegu, où il a attiré l'attention de Minos, qui était alors un membre de la team hip-hop Virus. E Sens a rapidement commencé à se produire avec Virus et d'autres rappeurs à Daegu au cours d'une série régulière de concerts appelés le projet "Hip-Hop Train". En 2004, il sort son premier EP Uncut, Pure!, une collaboration avec le rappeur Planet Black.
E Sens a gagné encore plus d'attention de la part de la communauté hip-hop en 2007 lorsqu'il a figuré sur le morceau "지켜볼게" de Paloalto et The Quiett. Sa popularité a continué à augmenter avec le single "꽐라", qui se trouve sur la compilation Xclusive de Jiggy Fellaz.

### 2007–2013: Mixtapes et Supreme Team
E Sens a sorti sa première mixtape intitulée Blanky Munn's Unknown Verses en 2007. Peu de temps après, il signe un contrat avec le label discographique Amoeba Culture en tant que membre du duo Supreme Team avec Simon Dominic. Avant les débuts du duo, il sort sa deuxième mixtape New Blood, Rapper Vol.1 en 2008, qui a également reçu beaucoup d'attention de la part de la communauté hip-hop coréenne. L'année suivante, E Sens devient membre d'Illest Konfusion, un crew hip-hop comprenant Simon Dominic, Beenzino et Swings. Supreme Team a débuté la même année avec l'EP Supreme Team Guide To Excellent Adventure. Le duo a beaucoup de succès et gagne le prix de Meilleur nouveau groupe masculin lors des Mnet Asian Music Awards 2009 et le Prix Hip Hop aux Golden Disk Awards 2010.

### Depuis 2013: Carrière solo et accusations
En juillet 2013, E Sens décide de ne pas renouveler son contrat avec Amoeba Culture et quitte le label ainsi que Supreme Team. Simon Dominic et lui-même ont annoncé qu'ils poursuivront une carrière solo. Promptement après avoir quitté le label, E Sens sort un morceau intitulé "You Can't Control Me", qui attaque le label et l'un de ses fondateurs, Gaeko, qui est aussi membre du groupe hip-hop Dynamic Duo. Le morceau a conduit à une série de diss tracks dans la communauté hip-hop coréenne, avec Swings, Gaeko et Simon Dominic sortant tous leur propre chanson réponse à la fin de l'été.
En 2014, E Sens rejoint l'agence Beasts and Natives Alike et sort "I'm Good", son premier single solo depuis la séparation de Supreme Team. Un peu après, il a joué dans sa propre web télé-réalité, aussi intitulée I'm Good.
E Sens a été arrêté pour consommation de cannabis pour la troisième fois en avril 2015, violant sa conditionnelle après avoir déjà être arrêté en 2012. Il a été condamné à un an et six mois de prison en juillet,. Un mois plus tard, il est devenu le premier rappeur coréen à sortir un album depuis la prison avec The Anecdote. L'album est un succès, obtenant de nombreuses commandes de préventes et en gagnant le prix d'Album de l'année et de Meilleur album de rap & hip-hop aux Korean Music Awards 2016.

## Récompenses

### Korean Music Awards
| Année | Catégorie                       | Travail nommé | Résultat | Réf.   |
| ----- | ------------------------------- | ------------- | -------- | ------ |
| 2016  | Album de l'année                | The Anecdote  | Lauréat  | [ 17 ] |
| 2016  | Meilleur album de rap & hip-hop | The Anecdote  | Lauréat  | [ 17 ] |